# Adolf Bachmann
Adolf Bachmann (27. ledna 1849 Odrava – 31. října 1914 Praha) byl rakouský historik a politik německé národnosti z Čech, zemský a říšský poslanec.

## Historikova kariéra
Vystudoval historii na Karlo-Ferdinandově univerzitě v Praze, byl zde žákem Konstantina Höflera. Právě po něm převzal německé nacionalistické tendence a odmítavé stanovisko k českým státoprávním aspiracím. Podobně jako Jaroslav Goll prošel historickým školením Georga Waitze na univerzitě v Göttingenu a studoval také v Berlíně. Roku 1875 se stal privátním docentem v Praze, v roce 1880 mimořádným a roku 1885 řádným profesorem pro rakouské dějiny na německé univerzitě v Praze. Patřil mezi odpůrce rozdělení pražské univerzity.
Jeho stěžejní dílo Geschichte Böhmens, vycházející od roku 1899, popisuje české dějiny z pozice nacionálního němectví, zdůrazňuje a přeceňuje přínos Němců ve formování českého státu a kultury, gotické umění v českých zemích považuje za zcela německý výtvor, husitství charakterizuje jako čistě protiněmecké a nacionalistické. Předmluva k tomuto dílu je koncipována vědomě jako protiváha k Palackého Dějinám národa českého v Čechách a v Moravě.
Bachmann se ve svém historickém díle primárně zaměřuje na politické dějiny, ačkoli v úvodu avizoval zohlednění i hospodářských, sociálních a kulturních aspektů. Tento širší přístup, který by mohl představovat posun oproti Palackému, však nakonec ve své práci neprovedl.

## Politická kariéra
Vstoupil do Německé pokrokové strany (Fortschrittspartei), za kterou se roku 1901 stal poslancem Českého zemského sněmu.
Ve volbách do Říšské rady roku 1907 se stal poslancem Říšské rady (celostátní parlament), kam byl zvolen za okrsek Čechy 092. Usedl do poslanecké frakce Deutscher Nationalverband (Německý národní svaz). Sám byl v jejím rámci členem Německé pokrokové strany. Opětovně byl zvolen za týž obvod i ve volbách do Říšské rady roku 1911 a ve vídeňském parlamentu setrval do své smrti roku 1914.
V roce 1911 se stal předsedou Německé pokrokové strany. Odmítal politickou, kulturní i jazykovou rovnoprávnost Čechů s Němci v Čechách, což se projevilo při jednání o česko-německém vyrovnání v roce 1914. Národní listy v nekrologu připisují Bachmannovi zásadní podíl na krachu těchto vyrovnávacích jednání, když sám napsal dopis se svým negativním stanoviskem ministerskému předsedovi Karlu von Stürgkhovi.
Zemřel ve věku 66 let na mrtvici.

## Dílo
- Georg von Podiebrads Wahl, Krönung und Anerkennung (1876)
- Deutsche Reichsgeschichte im Zeitalter Friedrichs III. und Maxmilians I. (1884)
- Geschichte Böhmens, I.-II. (1899 a 1905)